# ていえぬ
ていえぬ (1986年 - ) は、日本のクレイアニメーション作家。

## 人物・来歴
京都生まれ。京都大学大学院生。
高校生の時にクレイアニメ『BATTLE OF CLAY』、『BATTLE OF CLAY2』を制作。
間に大学受験を挟み、大学入学後、再びアニメ制作に着手。
ホラー映画好き。
趣味はクレイアニメ制作、映画鑑賞、テレビアニメ鑑賞。

## DVD
- 「チェーンソーメイド」（2010年11月14日）